# Deer Creek, Quận Outagamie, Wisconsin
Deer Creek là một thị trấn thuộc quận Outagamie, tiểu bang Wisconsin, Hoa Kỳ. Năm 2010, dân số của thị trấn này là 590 người.